# Bon, Bon
Bon, Bon è una canzone del rapper statunitense Pitbull, proveniente dal suo quinto album in studio, Armando. È il suo terzo singolo, ed è stato estratto il 25 ottobre 2010.
Il singolo ha raggiunto la 61ª posizione nella Billboard Hot 100 e la 3° nella "Top Songs" di Billboard Latino. Contiene un campionamento di We No Speak Americano degli Yolanda Be Cool, che a sua volta è una cover di Tu vuó fa l'americano di Renato Carosone.

## Tracce
1. "Bon, Bon" (Album Version) – 3:35
2. "Bon, Bon" (Radio Edit) – 3:06
3. "Bon, Bon" (English Version) – 3:36
4. "Bon, Bon" (NRJ Dance 2011) – 3:36
5. "Bon, Bon" (Bravo Hits 73) – 3:37
6. "Bon, Bon" (Swiss Edition) – 3:37
7. "Bon, Bon" (We Love Summer 2011) – 3:37
8. "Bon, Bon" (The Dome - Summer 2011) – 3:36
9. "Bon, Bon" (Sommermädchen 2011) – 3:37

## Crediti
Armando C. Perez – Scrittore, voce
Nicola Salerno - Scrittore, produzione
DJ Alvaro - Produzione
Johnson Peterson - Scrittore
Sylvester Martinez - Scrittore
Duncan MacLellan - Scrittore

## Classifiche
| Nazione                      | Posizione massima |
| ---------------------------- | ----------------- |
| Austria                      | 36                |
| Germania                     | 39                |
| Israele                      | 8                 |
| Polonia Dance Top 50         | 38                |
| Spagna                       | 38                |
| Svizzera                     | 47                |
| Billboard Hot 100            | 61                |
| Billboard Canzoni latine     | 3                 |
| Billboard Canzoni latine pop | 3                 |
| Billboard Canzoni tropicali  | 3                 |